# 林青霞
林青霞（1954年11月3日—），臺灣女演員、作家。1973年，年僅19歲的她以瓊瑤的電影《窗外》正式出道，是1970年代後期台灣瓊瑤式愛情片巨星之一，與秦祥林、秦漢、林鳳嬌並稱「二秦二林」，1980年代中后期她逐漸將重心移往香港影壇，1990年代在古裝武俠電影中成功轉型，東方不敗是其最具代表性的電影角色。林青霞從影時間超過20年，1994年結婚後淡出影壇，息影前已演出超過一百部電影，有一半是文藝愛情片。她曾於1976年以愛國抗日題材的電影《八百壯士》楊惠敏一角獲得第22屆亞洲影展最佳女主角，於1990年以《滾滾紅塵》女作家沈韶華一角贏得第27屆金馬獎最佳女主角。2023年獲頒第60屆金馬獎終身成就獎。

## 生平

### 背景
林青霞出生於中華民國台灣臺北縣三重鎮（今新北市三重區），旋即移居嘉義縣大林鎮的眷村「社團新村」。她在家中排行老三，有一姐（林莉）、一兄（林成森）、一妹（林麗霞），姐姐自幼寄養於大陸的叔叔家。
林青霞父親林維良出生於山東萊陽，幼時接受私塾教育，畢業於北平醫學院；抗日時期，林維良懷抱一腔報國之志，毅然從戎，成為中華民國國民革命軍中的下士軍醫。幾年後，林維良認識同在軍隊後勤處製作被服的山東老鄉麻蘭英。母親麻蘭英是山東青島姑娘，身材高大、相貌秀美、性格豪爽。後勤處長非常欣賞林維良，從中牽紅線促成了他們的姻緣。父母結婚後，生下大姊林莉，可是此時國軍開始大撤退，只好將林莉交給林維良的弟弟扶養，跟隨部隊匆匆遷台灣，一別30多年，直到1987年，林維良夫婦幾經輾轉，才找到早已為人母的林莉。
林維良夫婦起初落腳在臺灣臺北縣三重鎮（現新北市三重區），生下一子，又生下林青霞，因為已經退役，移居嘉義縣大林鎮的眷村「社團新村」。林維良在眷村開了一間小診所，麻蘭英則在家中接做女紅，補貼家用，後林麗霞出生。
林青霞幼時眷村的房子是臨時性建築，一幢幢地排著，規格全都一樣：一家只有一間臥室加一間廚房，全村共用一口井，一家五口擠在一張床上。

### 踏入影壇
1972年，大學聯考落榜的林青霞在西門町遇上星探楊琦，經由他的介紹參加了宋存壽、郁正春導演的新片《窗外》的試鏡，獲選為第一主角江雁容的演員。
林青霞的父母並不希望她參加電影演出，林母為此病倒。郁正春多次拜訪林青霞父母，林青霞又提議片方找一位社會上有名望的人，於是導演帶一位山東籍國大代表上門，後來父母的朋友也代說好話，方得首肯，但只此一部。林母帶著林青霞拜訪片中飾演她父母的演員了解情況，並懇求他們對女兒多加關照，又閱讀了劇本才稍安心。
宋存壽的「八十年代電影公司」因為陸建業合作而得到拍攝《窗外》的機會（陸的電影公司拍攝1966年黑白片版窗外時向瓊瑤買下電影版權），然而此際原著瓊瑤的授權期限早已截止，瓊瑤並不希望此電影再次拍攝。她曾多次表態希望宋存壽導演能挑選她筆下的其他素材，製片方並未從她所願，最終兩方對簿公堂。官司的結果是瓊瑤勝訴，《窗外》不得在台灣上映，已於香港、新馬等地上映則不再追究。

### 愛情文藝片時期
1974年，劉家昌以《純純的愛》、《雲飄飄》捧紅了林青霞，接續了70年代前期開啟文藝片盛世、婚後淡出影壇的台灣第一代玉女超級巨星甄珍，而成為70年代後期臺灣最受矚目的文藝愛情片明星。
1976年，以《八百壯士》楊惠敏一角獲得第二十二屆亞洲影展最佳女主角。
1978年，應邀為法國遠東戲院開幕剪綵。期間，接受法國銷路廣大的「法蘭西晚報」、「震旦報」及「巴黎競賽周刊」的記者專訪；法國國營電視台並特別為她錄製一個為時三十分鐘的電視訪問節目。當選時報週刊主辦之十大影星金甌獎讀者票選活動冠軍。
1979年，中華民國同美斷交，林青霞響應「影視業演藝人員職業工會」發起的全民捐款活動，捐贈《雁兒在林梢》的部分片酬八十萬元新台币，連同林父捐贈的二十萬元，合計一百萬元，做為國防建設基金。
1980年，與秦祥林在美國訂婚。1981年，應邀參加美國總統雷根的就職典禮。美國加州州務卿為表揚林青霞在電影方面的成就，頒贈給她「加州榮譽公民證」。演出香港新浪潮電影《愛殺》，為林青霞由早期“不食人間煙火”銀幕形象轉型的第一步。

### 多元角色時期
1984年，與秦祥林解除婚約。同年，美國孔子文教基金會總會鑑於林青霞在電影事業上表現優異，贈予「傑出女性獎」(第二屆)。同年，主演香港電影《君子好逑》，并把事业集中在香港电影中。她在香港演戲至1987年10月又回台灣。
1987年，林青霞向新聞局請示與大陸接觸的分寸。1988年，大陸導演謝晉籌拍《最後的貴族》，欲邀林青霞擔任女主角李彤，兩方接觸後林青霞有意參加演出，然而合作計劃最終因政治因素破局。
1989年，「林青霞電影個展」在美國華盛頓甘迺迪中心舉行，共展出《窗外》、《刀馬旦》、《夢中人》、《警察故事》等四片。於香港接受「十大性感美女」選拔頒獎。膺選台北市「勞工楷模」(台北市勞工局主辦、評審)。
1990年，以《滾滾紅塵》女作家沈紹華一角贏得第27屆金馬獎最佳女主角獎。1992年，她以東方不敗一角成為「賣埠女星」，媒體以風雲再起來形容此時的她。此角開始林青霞後期的反串形象，取代了早年「不食人間煙火」的文藝片女主角形象。
1993年，獲中國表演藝術學會獎金鳳凰獎特別貢獻大獎。

### 結婚、淡出影壇與寫作

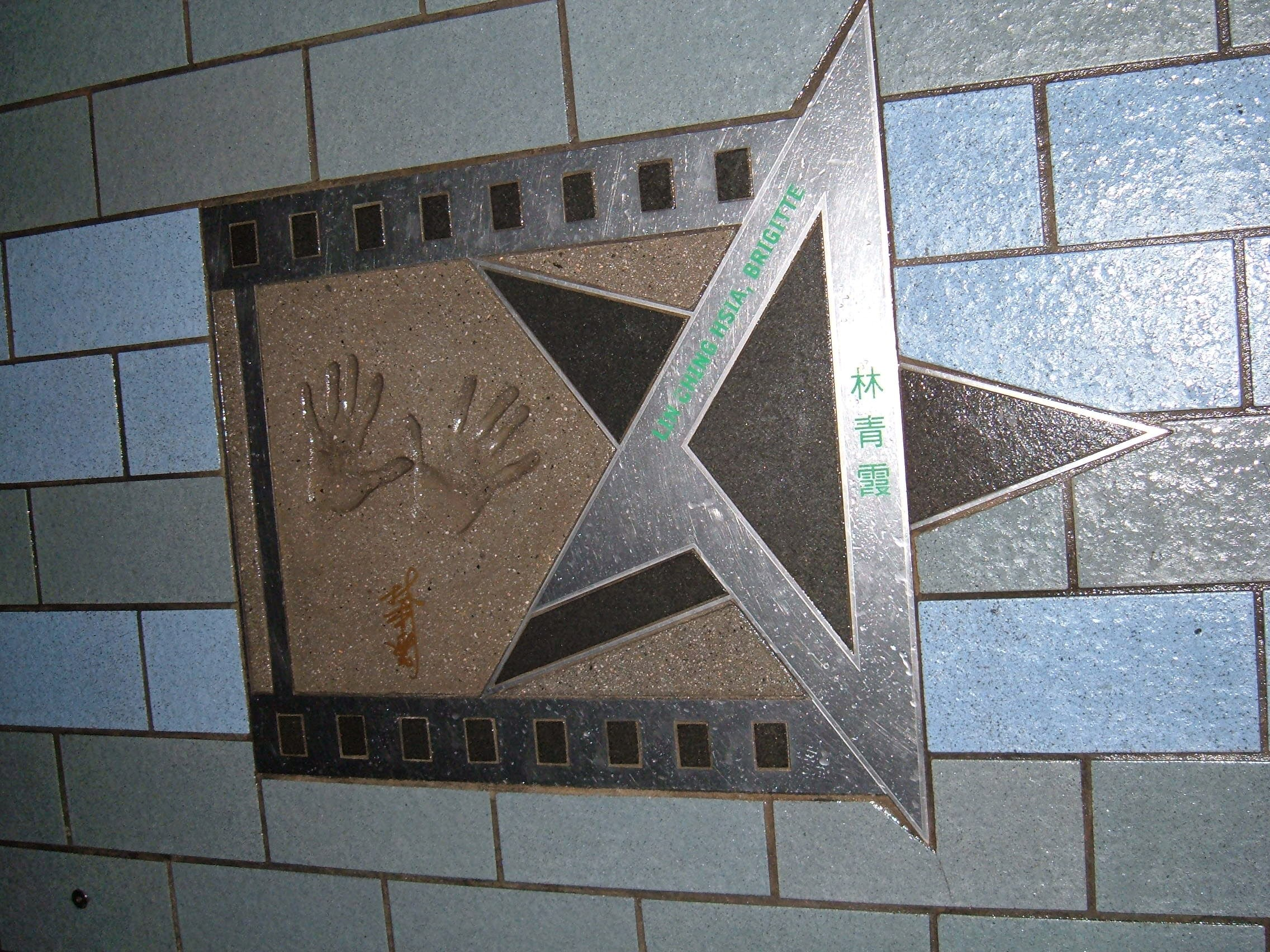
林青霞在香港星光大道上的手印

1994年，与香港商人邢李㷧结婚，淡出演艺圈。
2000年，38821號小行星以“林青霞”來命名。
2004年底開始於報刊雜誌發表文章。
2008年6月，為法鼓山公廣告『心六倫』代言生活倫理。9月出席聽障奧運倒數活動，錄製廣播廣告，獻「聲」北市府接線生，宣傳聽障奧林匹克運動會。10月出席《東邪西毒》終極版紐約國際記者會。12月受邀擔任第四十五屆金馬獎頒獎嘉賓，為其暫別影壇十多年後首次於台灣公開出席電影活動。
2009年3月，受邀擔任第三屆亞洲電影大獎頒獎嘉賓 ; 演講處女座「思沙龍第一季之二：青春，夢想，歲月——從窗外談起」。8月八八水災捐款300萬元。
2011年，出版第一本散文著作《窗裡窗外》。
2012年，為卡地亞與故宮合辦的「皇家風尚:清代宮廷與西方貴族珠寶特展」開幕剪綵。
2013年1月，受邀為文化部「閱讀新浪潮」首位文化大使。10月世界影音遺產日「搶救臺灣老電影」擔任守護大使。11月受邀擔任第五十屆金馬獎頒獎嘉賓。
2014年，出版第二本散文著作有聲書《雲去雲來》。
2015年，參加湖南衛視綜藝節目《偶像來了》。
2016年，《我們的那時此刻》紀錄片，林青霞舊片出現在電影中，電影宣傳時列名於演員表內。
2018年，獲選為第四十二屆香港國際電影節焦點影人，電影節的「雲外笑紅塵—林青霞」專題選映她擔綱演出的十四部主要作品，林青霞並出席於同年3月31日假香港文化中心舉行的香港名家講座，與影迷分享她對電影、藝術及生活的獨特感受，該講座由施南生主持。 第20屆義大利烏甸尼遠東電影節終身成就「金桑獎」，主辦單位亦精選幾部代表作，舉辦回顧展。
2019年3月5日出席《滾滾紅塵》數位修復版在台上映首映會。同年11月3日，林青霞身穿黑色旗袍慶祝六十五歲大壽。
2020年11月出版第三本散文著作《鏡前鏡後》。
2022年7月8日凌晨，林青霞位於香港飛鵝山安達臣道9號至11號的獨立屋豪宅發生三級火警，焚燒超過8小時後救熄，無人受傷。 11月出版第四本散文著作《青霞小品》。
2023年4月3日，林青霞獲香港大學頒授名譽社會科學博士學位，以表揚她為藝術文化所作出的重大貢獻。 11月25日，林青霞榮獲第60屆金馬獎終身成就獎。

## 家庭
林青霞曾與勾峰、王羽、秦祥林、秦漢交往，1994年6月29日與香港富商邢李㷧在三藩市結婚，其後告別影壇，隨夫居於香港，兩個女兒邢愛林及邢言愛分別在1996年與2001年出生。
2002年12月4日凌晨2時，71歲的林母（麻蘭英）因憂鬱症在台北市仁愛路四段12樓的寓所跳樓身亡。
2006年初林父（林维良）因消化道疾病住進台北仁愛醫院時，林青霞每月皆兩道穿梭香港與台北兩地相伴，5月9日更花百萬新台幣租私人飛機準備接送父親到外國治療卻未能成行，最後於2006年5月11日中午1時許以87歲病逝於仁愛醫院。林父的公祭儀式在台北第二殯儀館景仰廳舉行，隨後發引火化暫厝於慈恩園，再行遷往美國洛杉磯玫瑰崗公墓安葬。

## 電影作品

### 電影演出
| 上映年份   | 片名                  | 飾演角色         | 男主角          | 導演            | 備註                                    |
| 1973年08月 | 窗外                  | 江雁容           | 胡奇 / 秦漢     | 宋存壽          | 瓊瑤原著                                |
| 1974年02月 | 雲飄飄                | 李中江           | 谷名倫          | 劉家昌          |                                         |
| 1974年02月 | 女記者                | 沈馥慧           | 秦漢            | 宋存壽 / 郁正春 |                                         |
| 1974年07月 | 純純的愛              | 林純純           | 秦祥林          | 劉家昌          |                                         |
| 1974年10月 | 純情                  | 陸小雲           | 秦祥林          | 林福地          |                                         |
| 1974年10月 | 雲河                  | 梁新蘭           | 谷名倫          | 劉家昌          |                                         |
| 1974年10月 | 古鏡幽魂              | 素素             | 石雋            | 宋存壽          |                                         |
| 1974年11月 | 愛的小屋              | 洛小語           | 秦漢            | 文石凌 / 郁正春 |                                         |
| 1974年12月 | 青青草原上            | 方夢蘭           | 唐威            | 張美君          |                                         |
| 1974年12月 | 長情萬縷              | 林珊珊           | 秦祥林          | 劉藝            |                                         |
| 1975年01月 | 女朋友                | 夏小蟬           | 秦祥林          | 白景瑞          | 瓊瑤原著                                |
| 1975年03月 | 煙雨                  | 季春霞           | 秦祥林          | 劉家昌          |                                         |
| 1975年04月 | 小姨                  | 婉菁             | 柯俊雄          | 楊蘇            |                                         |
| 1975年04月 | 雲深不知處            | 白衣女子         | 谷名倫          | 徐進良          | 林青霞特別演出                          |
| 1975年05月 | 熱浪                  | 夏小雨           | 秦漢            | 文正凌          |                                         |
| 1975年07月 | 在水一方              | 杜小雙           | 秦漢 / 谷名倫   | 張美君          | 瓊瑤原著                                |
| 1975年07月 | 翩翩情                | 何翩翩           | 鄧光榮          | 楊道            |                                         |
| 1975年08月 | 水雲                  | 水樵             | 秦漢            | 宋存壽          | 嚴沁原著                                |
| 1975年09月 | 長青樹                | 羅亞男           | 秦祥林          | 張美君          |                                         |
| 1975年10月 | 愛情長跑              | 徐立屏           | 鄧光榮          | 陳耀圻          |                                         |
| 1976年01月 | 昨夜·今夜·明夜        |                  | 鄧光榮          | 丁善璽          | 又名：金色的影子                        |
| 1976年01月 | 秋歌                  | 董芷筠           | 秦祥林          | 白景瑞          | 瓊瑤原著                                |
| 1976年03月 | 楓葉情                | 李錦文           | 鄧光榮          | 白景瑞          |                                         |
| 1976年04月 | 不一樣的愛            | 宋小瑜           | 秦祥林          | 文石麟          | 又名：愛的花蕾                          |
| 1976年05月 | 海誓山盟              | 依蓮             | 秦漢            | 徐進良          |                                         |
| 1976年06月 | 明天二十歲            |                  | 秦祥林          | 張沖            |                                         |
| 1976年07月 | 八百壯士              | 楊惠敏           | 柯俊雄          | 丁善璽          | 亞太影展最佳女主角                      |
| 1976年08月 | 鬼馬俏醫生            | 方潔             | 鄧光榮          | 張美君          | 又名：狼來的時候                        |
| 1976年08月 | 追球追求              | 方美涵           | 秦祥林          | 陳耀圻          |                                         |
| 1976年09月 | 戀愛功夫              | 夏小云           | 鄧光榮          | 張美君          |                                         |
| 1976年10月 | 海天一色              | 歐天妮 (范孟雯)  | 鄧光榮          | 李融之          |                                         |
| 1976年10月 | 我是一沙鷗            | 柳燕梅           | 秦祥林          | 陳耀圻          |                                         |
| 1977年02月 | 我是一片雲            | 段宛露           | 秦漢 / 秦祥林   | 陳鴻烈          | 瓊瑤原著                                |
| 1977年03月 | 溫馨在我心            | 李蕙芬           | 秦漢            | 王時政          | 又名：情朦朦霧濛濛                      |
| 1977年06月 | 奔向彩虹              | 張曉虹           | 秦祥林          | 高山嵐          | 《水靈-五朵玫瑰》 瓊瑤原著              |
| 1977年08月 | 異鄉夢                | 葉華苓           | 秦祥林          | 白景瑞          |                                         |
| 1977年09月 | 幽蘭在雨中            | 舒秋夢           | 鄧光榮          | 羅馬            |                                         |
| 1977年10月 | 金玉良緣紅樓夢        | 賈寶玉           | 林青霞反串      | 李翰祥          | 曹雪芹原著 與張艾嘉搭檔演出             |
| 1978年02月 | 月朦朧鳥朦朧          | 劉靈珊           | 秦祥林          | 陳耀圻          | 瓊瑤原著                                |
| 1978年05月 | 沙灘上的月亮          | 羅小路           | 馬永霖          | 白景瑞          | 玄小佛原著                              |
| 1978年07月 | 處處聞啼鳥            | 沈亞倫           | 劉文正          | 劉維斌          |                                         |
| 1978年08月 | 晨霧                  | 杜小夢           | 秦漢            | 楊家雲          | 玄小佛原著                              |
| 1978年09月 | 真白蛇傳              | 白素貞           | 秦祥林          | 陳志華          |                                         |
| 1978年12月 | 留下一片相思          | 方亦筑           | 秦漢            | 宋存壽          | 《綠色山莊》 嚴沁原著                   |
| 1978年12月 | 無情荒地有情天        | 殷梅真           | 秦漢            | 陳耀圻          | 《舐犢》 雲菁原著                       |
| 1979年01月 | 一顆紅豆              | 夏初蕾           | 秦漢            | 劉立立          | 瓊瑤原著                                |
| 1979年02月 | 成功嶺上              |                  | 秦祥林          | 張佩成          | 小野原著《擎天鳩》改編 與林鳳嬌搭檔演出 |
| 1979年03月 | 雁兒在林梢            | 陶丹楓           | 秦漢            | 劉立立          | 瓊瑤原著                                |
| 1979年07月 | 一片深情              | 文嘉宜           | 秦祥林          | 劉維斌          | 嚴沁原著                                |
| 1979年10月 | 情奔                  | 若萍             | 秦漢            | 秦漢            |                                         |
| 1979年11月 | 難忘的一天            | 田雨秋           | 秦祥林          | 張美君          |                                         |
| 1979年12月 | 彩霞滿天              | 殷采芹           | 秦漢            | 劉立立          | 瓊瑤原著                                |
| 1980年02月 | 一對傻鳥              | 沈蓉             | 秦漢            | 白景瑞          | 又名：戀愛反斗星                        |
| 1980年03月 | 金盞花                | 韓佩吟           | 秦漢            | 劉立立          | 瓊瑤原著                                |
| 1980年03月 | 碧血黃花              | 陳意映           | 周紹棟          | 丁善璽          |                                         |
| 1981年03月 | 愛殺                  | Ivy              | 張國柱 / 秦祥林 | 譚家明          |                                         |
| 1981年08月 | 中國女兵              | 溫靜怡           |                 | 劉維斌          |                                         |
| 1982年01月 | 燃燒吧！火鳥          | 衛嫣然           | 劉文正          | 劉立立          | 瓊瑤原著 跨刀新人呂秀齡演出             |
| 1982年07月 | 紅粉兵團              | 方慧君           | 許不了          | 朱延平          | 與楊惠姍搭檔演出                        |
| 1982年08月 | 慧眼識英雄            | 沈韻白           | 王冠雄          | 歐陽俊          | 入圍金馬獎最佳女主角                    |
| 1982年10月 | 脂粉奇兵              |                  | 柯俊雄          | 梁修身 / 歐陽俊 | 與楊惠姍搭檔演出                        |
| 1982年     | 槍口下的小百合        | 小涵             | 楊群            | 郭清江          |                                         |
| 1982年12月 | 紅粉遊俠              | 胡芳苓           | 王冠雄          | 朱延平          |                                         |
| 1983年02月 | 新蜀山劍俠            | 瑤池仙堡堡主     | 鄭少秋          | 徐克            |                                         |
| 1983年02月 | 迷你特攻隊            | 雷莉             | 成龍 / 鄭少秋   | 朱延平          |                                         |
| 1983年04月 | 四傻害羞              | 莫海倫           | 許不了 / 陶大偉 | 朱延平          | 與鳳飛飛搭檔演出                        |
| 1983年06月 | 黑白珠                | 關雪珠           | 孫越            | 金鰲勛          |                                         |
| 1983年06月 | 我愛夜來香            | 艷紅             | 林子祥          | 泰迪羅賓        |                                         |
| 1983年08月 | 一九三八大驚奇        | 怪盜羅平         | 許不了          | 朱延平          |                                         |
| 1983年08月 | 午夜蘭花              | 蘇蘇             | 鄭少秋          | 張鵬翼          | 古龍原著                                |
| 1984年04月 | 情人看刀              | 凌兒             | 鄭少秋          | 古龍原著        |                                         |
| 1984年07月 | 君子好逑              | JoJo             | 譚詠麟          | 林嶺東          |                                         |
| 1985年11月 | 七隻狐貍              | 林小姐           | 爾冬陞 / 孫越   | 朱延平          |                                         |
| 1985年12月 | 警察故事              | Selina           | 成龍            | 成龍            |                                         |
| 1986年04月 | 夢中人                | 悅香             | 周潤發          | 區丁平          |                                         |
| 1986年09月 | 刀馬旦                | 曹雲             | 鄭浩南          | 徐克            | 與鍾楚紅、葉蒨文搭檔演出                |
| 1986年12月 | 英雄偶像              | May              | 狄龍            | 黃志強          |                                         |
| 1987年07月 | 横财三千萬            | 瑪莉亞修女       | 麥嘉            | 麥嘉            |                                         |
| 1987年08月 | 奪命佳人              | 梁美鳳           | 梁家輝          | 孫仲            |                                         |
| 1987年10月 | 旗正飄飄              | 秦鳳             | 林偉生          | 丁善璽          |                                         |
| 1988年10月 | 今夜星光燦爛          | 杜彩薇           | 林子祥          | 許鞍華          |                                         |
| 1989年10月 | 驚魂記                | 林楚翹           | 李子雄          | 鍾志文          |                                         |
| 1990年12月 | 滾滾紅塵              | 沈韶華           | 秦漢            | 嚴浩            | 三毛原著 榮獲金馬獎最佳女主角           |
| 1992年01月 | 笑傲江湖II - 東方不敗 | 東方不敗         | 李連杰          | 程小東          | 金庸原著                                |
| 1992年07月 | 新龍門客棧            | 邱莫言           | 梁家輝          | 李惠民          | 與張曼玉搭檔演出                        |
| 1992年08月 | 鹿鼎記II神龍教        | 龍兒             | 周星馳          | 王晶            | 金庸原著                                |
| 1992年09月 | 暗戀桃花源            | 雲之凡           | 金士傑          | 賴聲川          |                                         |
| 1992年10月 | 絕代雙驕              | 花無缺           | 劉德華          | 王晶 / 曾志偉   | 古龍原著                                |
| 1993年01月 | 東方不敗之風雲再起    | 東方不敗         | 于榮光          | 程小東 / 李惠民 | 與王祖賢搭檔演出                        |
| 1993年02月 | 射鵰英雄傳之東成西就  | 三公主           | 梁朝偉 / 張國榮 | 劉鎮偉          |                                         |
| 1993年08月 | 追男仔                | 程小東           | 梁家輝          | 王晶            |                                         |
| 1993年08月 | 白髮魔女傳            | 練霓裳           | 張國榮          | 于仁泰          | 梁羽生原著                              |
| 1993年11月 | 黑豹天下              | 青青             | 鄧光榮          | 霍耀良          |                                         |
| 1993年12月 | 白髮魔女2             | 練霓裳           | 張國榮          | 胡大為          | 梁羽生原著                              |
| 1994年01月 | 六指琴魔              | 黃雪梅           | 元彪            | 吳勉勤          | 倪匡原著                                |
| 1994年03月 | 新天龍八部之天山童姥  | 李滄海／李秋水   | 林文龍          | 錢永強          | 金庸原著                                |
| 1994年05月 | 火雲傳奇              | 「火雲邪神」映霞 | 莫少聰          | 袁和平          |                                         |
| 1994年07月 | 重慶森林              | 戴黃金假髮的女人 | 梁朝偉          | 王家衛          |                                         |
| 1994年08月 | 刀劍笑                | 名劍             | 劉德華          | 黃泰來          |                                         |
| 1994年09月 | 東邪西毒              | 慕容嫣／慕容燕   | 張國榮 / 梁家輝 | 王家衛          |                                         |
| 2016年03月 | 我們的那時此刻        | 林青霞           |                 | 楊力州          | 紀錄片                                  |

### 電影旁白
| 上映年份 | 片名           | 導演 |
| 1998年   | 《美少年之戀》 | 楊凡 |
| 2001年   | 《遊園驚夢》   | 楊凡 |

## 單曲演唱
| 年份   | 專輯                              | 歌名               | 唱片公司 |
| 2002年 | 天作之合34首 驚世合唱精選專輯     | 夢中情             | 華納唱片 |
| 1992年 | 《笑傲江湖II東方不敗》 電影原聲帶 | 只記今朝笑、天地醉 | BMG唱片  |
| 1992年 | 《暗戀桃花源》 電影原聲帶         | 許我向你看、放輕鬆 | 滾石唱片 |
| 1983年 | 陶大偉1983創作專輯：嘎嘎嗚啦啦    | 親親我的愛         | 飛碟唱片 |
| 1983年 | 陶大偉1983夏季專輯：夏日假期      | 媽媽的話           | 飛碟唱片 |

## 書籍著作
| 年份   | 書名     | 出版社                             | ISBN               |
| 2014年 | 雲去雲來 | 天地圖書、時報出版社、廣西師範大學 | ISBN 9789571361093 |
| 2011年 | 窗裏窗外 | 天地圖書、時報出版社、廣西師範大學 | ISBN 9789571354071 |
| 2020年 | 鏡前鏡後 | 時報出版社、天地圖書、理想國       | ISBN 9789571384177 |
| 2022年 | 青霞小品 | 時報出版社                         | ISBN 9786233530706 |

## 其他

### 廣告代言
- 2008年 : 法鼓山公益廣告 《心六倫》 生活倫理
- 1993年 : 東週刊
- 1990年 : 鍋寶
- 1989年 : 花王 倍安日衛生巾
- 1988年 : 福特 天王星汽車
- 1986年 : LUX 力士香梘

### 綜藝節目
- 2015年: 中國真人秀 《偶像來了》擔任隊員

## 獎項

### 亞太影展
| 年份   | 獲提名                | 獎項                     | 結果 |
| ------ | --------------------- | ------------------------ | ---- |
| 1976年 | 《八百壯士》 – 楊惠敏 | 第22屆亞太影展最佳女主角 | 獲獎 |

### 金馬獎
| 年份   | 獲提名                  | 獎項                   | 結果 |
| ------ | ----------------------- | ---------------------- | ---- |
| 1980年 | 《碧血黄花》 – 陳意映   | 第17屆金馬獎最佳女主角 | 提名 |
| 1982年 | 《慧眼識英雄》 – 沈韻白 | 第19屆金馬獎最佳女主角 | 提名 |
| 1990年 | 《滾滾紅塵》 – 沈韶華   | 第27屆金馬獎最佳女主角 | 獲獎 |
| 2023年 | 不適用                  | 第60屆金馬獎終身成就獎 | 獲獎 |

### 香港電影金像獎
| 年份   | 獲提名                            | 獎項                           | 結果 |
| ------ | --------------------------------- | ------------------------------ | ---- |
| 1984年 | 《新蜀山剑侠》 – 瑤池仙堡堡主     | 第3届香港电影金像奖最佳女主角  | 提名 |
| 1986年 | 《警察故事》 – Selina             | 第5届香港电影金像奖最佳女主角  | 提名 |
| 1993年 | 《笑傲江湖II东方不败》 – 東方不敗 | 第12届香港电影金像奖最佳女主角 | 提名 |
| 1993年 | 《絕代雙驕》 – 花無缺             | 第12届香港电影金像奖最佳女主角 | 提名 |

## 重要評論或文章
- Venus, armed    Brigitte Lin's Shanghai Gesture.   By Howard Hampton   FILMCOMMENT SEP-OCT.,1996
- Brigitte Lin Ching Hsia: last eastern star of the late twentieth century  by  Tony Williams    (中譯 林青霞：20世紀末最後的東方明星 收錄於華語電影明星一書，北京大學出版社2011年初版 ）
- Stars as Production and Consumption: A Case Study of Brigitte Lin 蔡明燁
- All-TIME 100 Movies   Great Performances  Brigitte Lin, Swordsman [10]
- SHINING STAR 女神接班人林青霞     电影双周刊344期 1992 Jun 11-24
- 《雲外笑紅塵—林青霞》第42屆香港國際電影節專題特刊，2008

## 外部連結
- 林青霞的新浪微博
- 林青霞在互联网电影资料库（IMDb）上的資料（英文）
- 在AllMovie上林青霞的頁面（英文）
- 林青霞在香港影庫上的簡介
- 林青霞在豆瓣上的资料（简体中文）
- 林青霞在时光网上的簡介（简体中文）
- 林青霞的Instagram帳戶
- 林青霞在台灣電影網上的資料（繁體中文）

| 前任： 張曼玉 | 金馬獎最佳女主角 1990年 | 繼任： 張曼玉 |